# Фаустино Асприля
Фаустино Ернан Асприля Инестроса е колумбийски футболист, нападател. В родината си е известен като Октопода поради своя дрибъл. Наричан е още Черната газела и Тино. Отбелязва 20 гола в 57 срещи на националния отбор на Колумбия в периода 1994 – 2002. Играе на световните първенства през 1994 и 1998. Играл е в „Парма“ (1992 – 96, 1998 – 99), „Нюкасъл Юнайтед“ (1996 – 97) и „Палмейрас“ (2000).

## Клубна кариера
- „ФК Парма“: 1994/95, 1998/99
- „Нюкасъл Юнайтед“: 1995/96, 1996/97, 1997/98
- „ФК Флуминенсе“: 2000, 2001
- „Палмейрас“: 2000, 2001
- „Атланте“: 2001
- „Дарлингтън“: 2002